# Badminton-Weltmeisterschaft 2026
Die 30. Badminton-Weltmeisterschaft soll 2026 in Indien stattfinden.
Ursprünglich sollte das Gastgeberland Indien den Sudirman Cup im Jahr 2023 ausrichten. Da jedoch alle Veranstaltungen in China als Gastgeberland des Sudirman Cups 2021 im vorgenannten Jahr abgesagt wurden, wurde der Sudirman Cup 2021 nach Vantaa in Finnland verlegt und der Sudirman Cup 2023 nach Suzhou in China. Indien wurde aufgrund dieser Übertragung mit der Ausrichtung der Weltmeisterschaft 2026 entschädigt.